# Un cuore nero inchiostro
Un cuore nero inchiostro (The ink black heart) è un romanzo del 2022 della scrittrice inglese J.K. Rowling, pubblicato sotto lo pseudonimo di Robert Galbraith. Si tratta del sesto libro della serie dei due detective londinesi Cormoran Strike e Robin Ellacott.
Il romanzo è stato pubblicato in originale il 30 agosto del 2022; la prima edizione italiana è stata pubblicata da Salani il 25 ottobre dello stesso anno.

## Trama
La storia inizia dove si concludeva il libro precedente. Strike porta Robin a cena in un ristorante elegante per festeggiare i  trent'anni della ragazza e il successo della loro agenzia; al termine della serata Strike cerca di baciare Robin, ma lei si ritrae temendo che il gesto sia dovuto alla sua ubriachezza. Questo causa un lieve allontanamento tra i due, e all'insaputa di Robin Strike inizia una relazione con Madeline, amica della sua storica ex Charlotte.
Alcuni mesi dopo, presso l'agenzia investigativa dei due si presenta Edie Ledwell, co-creatrice insieme al fidanzato Josh di un cartone animato dal titolo Un cuore nero inchiostro, che dopo un enorme successo su YouTube sta per sbarcare su Netflix. Edie chiede a Robin di scoprire l'identità di Anomia, un losco utente di internet dal sesso sconosciuto, creatore del Gioco di Drek, un gioco online ispirato al cartone; dopo una critica espressa da Edie a proposito del gioco, Anomia ha cominciato a stalkerarla diffondendo online particolari della sua vita privata e minacciandola apertamente di morte. Non potendo accettare il caso, Robin indirizza Edie verso un'agenzia specializzata in crimini informatici. Poco tempo dopo, Edie e Josh vengono aggrediti a colpi di taser e accoltellati mentre si trovano nel Cimitero di Highgate, location dove si ambienta il cartone animato: la ragazza muore, mentre Josh rimane paralizzato.
Grant Ledwell, zio di Edie, dietro richiesta della compagnia cinematografica che ha acquisito i diritti del cartone ingaggia Robin e Strike perché indaghino sull'identità di Anomia, ritenuto colpevole dell'attacco. I detective interrogano molte persone vicine a Edie e Josh e al North Grove, un collettivo artistico dove essi si erano conosciuti; i due indagano anche online, dove scoprono che, oltre ad Anomia, a molestare Edie erano diversi gruppi di estrema destra o, al contrario, blogger che accusavano il cartone animato di razzismo, omofobia e abilismo. Robin inoltre riesce ad avere accesso al Gioco di Drek e inizia a frequentarlo regolarmente; qui scopre che Anomia ammette spudoratamente la sua colpevolezza, ma questo viene visto come uno scherzo dagli altri utenti e dai moderatori, incluso il co-creatore Morehouse. Altri due moderatori, appartenenti al gruppo di estrema destra Halvening, avevano raccolto un dossier col quale intendevano dimostrare che Anomia era in realtà la stessa Edie, e che le molestie erano solo una trovata pubblicitaria.
Presto Robin e Strike si accorgono che molti sospettati nutrivano risentimento verso Edie e hanno caratteristiche compatibili con Anomia, così decidono di provare a escluderli dalla lista sorvegliandoli e cercando di capire cosa fanno mentre Anomia è online. In questo modo riescono lentamente a scoprire quali persone reali si nascondono dietro l'identità online nel gioco e nei social network legati a esso, tra i quali Morehouse e la moderatrice Paperwhite, che intrattengono una relazione virtuale. Intanto cominciano ad arrivare strane telefonate anonime che suggeriscono ai detective di riesumare Edie e leggere una lettera da parte di Josh che Katya Upcott, ex-agente dei due, aveva fatto seppellire insieme a lei.
Anomia, intanto, convoca tutta la community a un Comic Con, e Strike e Robin vi si recano sotto copertura per interrogare una dei sospettati e indagare tra chi prende parte al raduno. Mentre sorvegliano un tipo sospetto, tuttavia, vedono una persona travestita da Batman che lo spinge sui binari della metro: d'istinto Robin si lancia in aiuto della vittima, ma questo fa sì che la sua foto e il suo nome vengano diffuse dai giornali e facciano saltare tutte le loro coperture. Il tipo sospetto era in realtà Oliver Peach, uno dei moderatori del Gioco di Drek (col nome di Vilepechora), appartenente ad Halvening. Poco tempo dopo, un pacco-bomba viene recapitato all'agenzia investigativa e, anche se nessuno rimane ferito, l'ufficio e l'appartamento del detective vengono distrutti. Nonostante ciò, le indagini continuano.
Nel Gioco di Drek Morehouse e Paperwhite, allarmati dalle azioni di Anomia, decidono di parlare con Strike e Robin. Intanto i due detective riescono a scoprire che Morehouse è in realtà il dottor Vikas Bhardwaj, ragazzo-prodigio e professore di fisica a Cambridge: tuttavia, quando si recano a parlargli, lo trovano orribilmente ucciso. Questo delitto, tuttavia, li spinge sulla pista giusta: i due arrivano a comprendere che Anomia ha in realtà più di una identità online e che, grazie all'influenza che ha sui giocatori, riesce a farsi impersonare temporaneamente da alcuni di essi, riuscendo a sviare le indagini. Più avanti Robin scopre addirittura che Paperwhite, in realtà, non è una persona reale, ma una delle identità fittizie che Anomia utilizzava per tenere sotto controllo Morehouse.
Grazie alla scoperta di Robin e alle informazioni che la ragazza è riuscita a raccogliere dallo studio delle identità fake di Anomia, Strike arriva alla conclusione che quella sepolta con Edie non è la vera lettera scritta da Josh. Il detective riesce a far confessare Grant Ledwell, il quale aveva ceduto alla tentazione di leggere la lettera ed aveva poi deciso di non inserirla nella bara. Dopo essersela fatta consegnare, Strike vi legge delle frasi misogine scritte in una grafia sconosciuta. I detective intuiscono che il suo autore è Anomia, e che quest'ultimo aveva accesso alle informazioni su Edie per tramite di Katya, alla quale doveva essere in qualche modo molto vicino. In quello stesso istante ricevono una preoccupante telefonata da Flavia, figlia di Katya e suo marito Inigo, la quale riesce solo ad urlare una richiesta di aiuto. I due si precipitano sul posto, dove scoprono che Gus, il figlio maggiore, sta tenendo sotto scacco l'intera famiglia armato di machete: Anomia è lui.
Robin corre subito in auto della famiglia Upcott e Strike la segue con molta difficoltà a causa del peggioramento delle condizioni della sua gamba, finendo pugnalato da Gus. Robin scopre invece il cadavere di Inigo e Katya ferita gravemente, chiusa in un bagno con Flavia. La stessa Robin rischia di essere violentata dal ragazzo ma, con l'aiuto di alcuni vicini di casa da lei messi in allarme, riesce a mettere in salvo sé stessa, Katya, Flavia e il suo socio, assicurando Gus alla giustizia.
Cinque giorni dopo, in ospedale, i due detective riflettono sul movente di Gus: il ragazzo, intelligentissimo e talentuoso, aveva sviluppato odio nei confronti del genere femminile, fino a diventare un incel. Ogni donna che si mostrava gentile nei suoi confronti diveniva il centro delle sue ossessioni morbose, e qualsiasi comportamento anche non intenzionale che gli facesse capire di non essere contraccambiato era causa del suo delirio. Gus aveva ucciso Edie poiché inizialmente la donna gli si era mostrata compassionevole, salvo poi "tradirlo" screditando il Gioco di Drek e vendendo a Netflix i diritti del cartoon (cosa che avrebbe potuto portare alla chiusura del gioco a causa dei copyright). Anche gli omicidi di Peach e Morehouse erano serviti a salvaguardare il gioco, mentre la furia verso la sua famiglia era esplosa quando i genitori avevano scoperto che il ragazzo aveva segretamente lasciato gli studi per dedicarsi totalmente alla sua vita online. Flavia aveva cominciato a nutrire sospetti nei confronti del fratello dopo aver letto la lettera che il ragazzo aveva scritto per Edie, ed era stata lei a effettuare le chiamate anonime a Strike e Robin per attirare l'attenzione sulla lettera, senza però esporsi apertamente per timore del fratello.
Dopo aver ricostruito il caso, Strike le dice che l'agenzia sarà da ora in poi denominata Ellacot & Strike: agenzia investigativa, cosa che commuove profondamente la ragazza; le rivela inoltre di aver lasciato Madeline, ma Robin, la quale si era scoperta innamorata di lui, credendo di non essere ricambiata ha accettato l'invito a uscire dell'agente Murphy, proprio la sera stessa. Mentre la socia va via, Strike comprende di aver perso l'ennesima occasione di stare con lei.

## Personaggi
- Cormoran Strike: detective privato, coproprietario e fondatore dell'agenzia che porta il suo nome.
- Robin Ellacott: socia di Strike, ha appena concluso le pratiche del divorzio da suo marito Matthew.
- Edie Ledwell: ideatrice e creatrice di Un cuore nero inchiostro, è una ragazza dal passato difficile e dalla vita complicata, nonostante la sua ricchezza.
- Josh Blay: ex fidanzato di Edie, co-creatore di Un cuore nero inchiostro.

### Sospettati
- Grant Ledwell: zio di Edie, eredita la fortuna della nipote essendo il suo unico parente in vita. Uomo freddo e ambiguo, è sposato in seconde nozze con la svaporata Eather.
- Rachel Ledwell: figlia di Grant e cugina di Edie, è una ragazzina molto timida e dal passato oscuro. Aiuterà Robin nell'indagine.
- Seb Montgomery: ex-amico di Edie e Josh, ha animato alcuni degli episodi iniziali di Un cuore nero inchiostro prima di essere allontanato.
- Wally Cardew: ex-amico di Edie e Josh, era il doppiatore del personaggio Drek prima di essere licenziato a causa di un video antisemita.
- Preston 'Pez' Pierce: digital artist e doppiatore del personaggio Magspie nei primi episodi di Un cuore nero inchiostro.
- Tim Ashcroft: ex-attore e doppiatore di Worm nei primi episodi di Un cuore nero inchiostro.
- Zoe Haigh: una giovane dal passato oscuro che lavora al North Grove, fan di Un cuore nero inchiostro.
- Phillip Ormond: fidanzato di Edie poco prima dell'omicidio, vende a Yasmin delle informazioni sulla sua fidanzata.
- Yasmin Weatherhead: ex- dipendente di Edie e Josh, scrive un libro sul cartone animato e sul Gioco di Drek. Anomia la ricatta minacciandola di rivelare i suoi rapporti con l'Halvening.
- Nils de Jong e Mariam Torosyan: proprietari del North Grove, collettivo d'arte dove si incontrarono tutte le persone coinvolte nella creazione di Un cuore nero inchiostro.
- Bram: figlio minorenne di Nils e della sua prima moglie, ha sviluppato disturbi comportamentali dopo aver assistito alla violenta morte di sua madre.
- Kea Niven: ex- fidanzata di Josh, che accusa Edie di averle plagiato l'idea per Un cuore nero inchiostro.
- Katya Upcott: ex- agente di Josh ed Edie.
- Inigo Upcott: marito di Katya, ex-musicista che ha dovuto ritirarsi anzitempo a causa di una encefalomielite.
- Gus Upcott: figlio maggiore di Katya e Inigo, anche lui valente musicista maltrattato da suo padre.
- Flavia Upcott: figlia minore di Katya e Inigo, maltrattata dai suoi familiari.

### Personaggi delGioco di Drek
- Anomia: co-creatore e moderatore del Gioco di Drek, che perseguita Edie dopo un'intervista in cui ella dichiarava di non amare il gioco.
- Morehouse: co-creatore e moderatore del Gioco di Drek; dietro il nickname si nasconde il genio della fisica e informatico Vikas Bhardwaj. A differenza di Anomia, non maltratta Edie.
- Vilepechora e LordDrek: identità fittizie dei fratelli Oliver e Charlie Peach, membri dell'Halvening che compilano un dossier volto a dimostrare che Anomia ed Edie sono la stessa persona.
- Paperwhite: moderatrice del Gioco, una ragazza il cui nome non viene mai rivelato; intesse una relazione segreta online con Morehouse. In seguito si scoprirà che la ragazza non esiste davvero, e che Paperwhite è uno degli alias di Anomia.
- Fiendy1: moderatrice del Gioco, vera identità di Rachel Ledwell; è una dei primi giocatori ad accorgersi della malvagità di Anomia e cercherà di contattare Robin per offrirle il suo aiuto.
- Hartella: moderatrice del Gioco che sostiene di avere le prove che Edie è Anomia, ma che in realtà era manipolata dai membri dell'Halvening. In seguito si scoprirà che si tratta di Yasmin Wheterhead, la quale veniva ricattata da Anomia che minacciava di rendere pubbliche le sue relazioni con l'Halvening, spingendola a impersonarlo quando lui era offline allo scopo di sviare le indagini.
- Buffypaws: account appartenente in origine a Beth, ex-fidanzata di Midge, collega di Strike e Robin; in seguito sarà l'identità adoperata dai due detective per entrare nel Gioco di Drek e indagare su Anomia.

## Edizioni
- Robert Galbraith, Un cuore nero inchiostro, traduzione di Laura Serra, Loredana Serratore, Barbara Ronca e Valentina Daniele, Milano, Salani, 2022,  pagg. 1179, ISBN 978-88-310-1302-4.